# Седлиська (Замойський повіт)
Седлиська (Седліска, Сєдліска, Сідлицька, пол. Siedliska) — село в Польщі, у гміні Замостя Замойського повіту Люблінського воєводства. Населення — 629 осіб (2011).

## Історія
Перша писемна згадка про село Седлиську з-поміж 15 сіл Щебрешинської волості — 1398 р. Ці села мали вже на той час визначені кордони, що дає можливість припустити їх давньоруське походження.
4 вересня 1457 р. руські шляхтичі — брати Панкрат і Михайло отримали від Яна Чурила зі Стоянців, опікуна неповнолітньої власниці Щебрешинської волості Зигмунти, з її волі і дозволу привілеї на село Сєдліска, за які вони: «одним конем на кошт пана з луком служити є зобов'язані, так у посполитому рушінню, як і поза ним, коли буде потреба», тобто повинні були нести військову службу. Зазначені привілеї були підтверджені Яном Чарнковським з Чарнкова, власником Щебрешинської волості для «сєдліських громадян» 4 квітня 1593 р. та 7 квітня 1593 р., Яном Замойським «Собіпаном» 15 червня 1662 р., Мартіном Замойським 1685 р. та Клементом Замойським 1760 р..
1553 року вперше згадується православна церква в селі. За легендою під час війни зі Швецією коронний гетьман Ян Замойський у 1602 році найняв собі для особистої охорони 12 запорозьких козаків і поселив їх також у Седлисьці. Ще у 1930-х роках лише у Седлисьці з довколишніх сіл танцювали гопак.
Сєдліщани не сплачували жодних податків і несли лише службу охорони і оборони фортеці в Замостю. Сусіди називали Сєдліску «Паньство в паньстві».
За даними етнографічної експедиції 1869—1870 років під керівництвом Павла Чубинського, у селі здебільшого проживали греко-католики, усе населення розмовляло українською мовою.
До 1875 р. в Сєдлісці парафія належала до грекокатолицької Церкви. Від 1875 р. перейшла на православ'я. Церква ікони Казанської Божої Матері.
У ХІХ ст. до Сєдліски переселяється з сусідніх сіл частина німецьких колоністів, які на підставі контрактів з Анджеєм Замойським укладених 14 вересня 1784 р., 28 лютого 1785 р. і 1 травня 1785 р. були поселені в дев'яти селах біля Замостя. У наслідок проживання серед слов'ян відбулася їх полонізація та рутенізація (українізація).
До Першої світової війни в селі проживало близько 300 українських (руських) та 2 польські родини.
Під час Першої світової війни майже всі українські (руські) родини були евакуйовані до внутрішніх губерній Російської імперії. Зокрема сєдліщани перебували у Тульські губернії, Казані, Баку. На 1918—1919 рр. частина сєдліщан перебирається до Мелітопольського повіту Таврійської губернії, а звідтіля повертається до Сєдліски.
Від 1921 році село входило до складу гміни Високе Замостського повіту Люблінського воєводства Польської Республіки.
Сєдліщанами була організована пожежна охорона, кооперація, збудовані приміщення ремізи і магазину. Діяв аматорські театр, хор, оркестр.
У 1938—1939 рр. сєдліщани активно виступали проти ревіндикаційної акції польської адміністрації.
За німецької окупації у селі діяла українська школа. У вересні 1939 р. сєдліщани переховували у себе, еврейські сім'ї з Замостя та польських поліцейських з постерунку на станції Завада.
Восени 1941 р., за сприянням Центрального Допомогового Комітету з Замостя, сєдліщанам вдалося узгодити з німецькою адміністрацією табору для радянських військовополонених на «Королювці» (між Замостям і с. Сєдліскою) можливість щоденної харчової допомоги для військовополонених. Щоденно селом їздив віз на який сєдліщан збирали харчі, що доставлялися у табір. У ніч на 25 грудня 1941 р. громада с. Сєдліска презентувавши охороні табору алкоголь, унаслідок чого німецькі солдати напилися, організувала масову втечу військовополонених з цього табору передавши їм запечені у хліб ножиці по металу та підпаливши скирту, як орієнтир до втечі. Від грудня 1941 р. до травня 1942 р. в с. Сєдліска переховувалися понад 160 втікачів. У зв'язку з загрозою пацифікації села, вони були виведені сєдліщанами до лісів, де організовувалися в партизанські загони або долучилися до існуючих.
Під час проведення німецькою окупаційною адміністрацією акції «Замостя» на підставі спеціального наказу № 8 Шефа Поліції безпеки і Служби безпеки від 4 грудня 1942 р., 5 грудня 1942 р. 1073 мешканці с. Сєдліска були виселені і розселені в селах Білопілля, Тересін, Раціборівське, Забуднів на Грубешівщині. У серпні 1944 року повернулися до Сєдліски.
Радянська окупаційна адміністрація у період 1944—1946 рр. спираючись на де-юре неіснуючю Люблінську угоду від 9 вересня 1944 р. здійснила репресію з примусової евакуації польських громадян східного обряду до УРСР з метою використання їх на примусових роботах в колгоспній системі.
Перша партія примусово евакуйованих мешканців с. Сєдліска у кількості 714 осіб була вивезена зі станції Завада Замойського повіту 14 листопада 1944 р. і розселена у Запорізькій, Дніпропетровській, Миколаївській, Одеській, Херсонській і Ровенській областях.
До Сєдліски були переселені римокатолики з регіонів, що були прилучені до СРСР.
Вже після примусової евакуації сєдліщан до УРСР Президія Крайової Ради Народової 19 серпня 1946 р. за поданням Воєводської Ради Народової в Любліні, прийняла ухвалу про відзначення Хрестом Грюнвальда ІІІ ступеня громади с. Сєдліска за допомогу, надану партизанським підрозділам під час німецької окупації. Це був один з 22 населених пунктів Люблінського воєводства, відзначений цією нагородою.
У 1975—1998 роках село належало до Замойського воєводства.
Православний цвинтар був знищений новоприбулими мешканцями Сєдліски. Православна церква перероблена у початкову школу, в музеї якої до сьогодні зберігається нагорода сєдліщан.

## Населення
За переписом населення Польщі 10 вересня 1921 року в селі налічувалося 150 будинків (з них 1 незаселений) та 874 мешканці, з них:
- 435 чоловіків та 439 жінок.
- 734 православні, 138 римо-католиків, 2 християни інших конфесій;
- 450 українців, 423 поляки.

Демографічна структура станом на 31 березня 2011 року:
|          | Загалом | Допрацездатний вік | Працездатний вік | Постпрацездатний вік |
| -------- | ------- | ------------------ | ---------------- | -------------------- |
| Чоловіки | 314     | 64                 | 218              | 32                   |
| Жінки    | 315     | 51                 | 184              | 80                   |
| Разом    | 629     | 115                | 402              | 112                  |

## Особистості

### Народилися
- Йосип Скрипа (1894—1929) — український громадсько-політичний діяч.
- Анатолій Яртись (1931—2021) — український культуролог[26].